# 小行星27967
小行星27967（27967 Beppebianchi）是一颗绕太阳运转的小行星，为主小行星带小行星。该小行星于1997年10月19日发现。

## 轨道参数
小行星27967的轨道半长轴为392 974 336 km（2.6268338 AU），离心率为0.189。